# Gaurax leucarista
Gaurax leucarista är en tvåvingeart som beskrevs av Nartshuk 1962. Gaurax leucarista ingår i släktet Gaurax och familjen fritflugor. Inga underarter finns listade i Catalogue of Life.